# ديفيد إس. رود
ديفيد إس. رود (بالإنجليزية: David S. Rohde)‏ هو كاتب وصحفي أمريكي، ولد في 7 أغسطس 1967 في مين في الولايات المتحدة.

## وصلات خارجية
- الموقع الرسمي
- ديفيد إس. رود على موقع الموسوعة البريطانية (الإنجليزية)